# Crotalaria isaloensis
Crotalaria isaloensis är en ärtväxtart som beskrevs av René Viguier. Crotalaria isaloensis ingår i släktet sunnhampor, och familjen ärtväxter. Inga underarter finns listade i Catalogue of Life.